# Ostfilderfriedhof

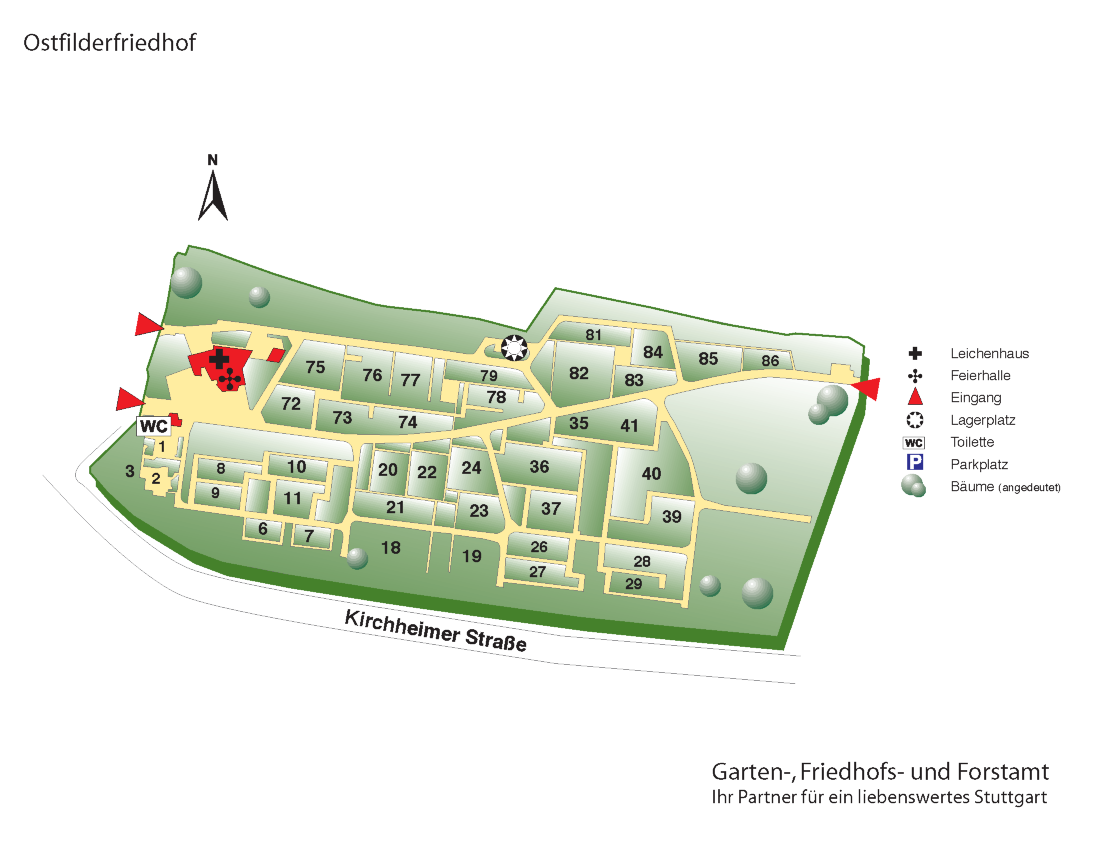
Mapa do Ostfilderfriedhofs

O Ostfilderfriedhof é um cemitério em Stuttgart, capital do estado de Baden-Württemberg, Alemanha.

## Descrição
O Ostfilderfriedhof localiza-se na fronteira entre os bairros de Sillenbuch e Heumaden. Foi erigido entre 1968 e 1974 no distrito de Sillenbuch na Kirchheimer Straße 125.
Tem área de aproximadamente 7,4 hectares e contém 3.500 sepulturas.
Dentre as personalidades proeminentes sepultadas neste cemitério constam Hanns-Martin Schleyer, o ex-prefeito de Stuttgart Manfred Rommel e o ator Dietz-Werner Steck.